# 1

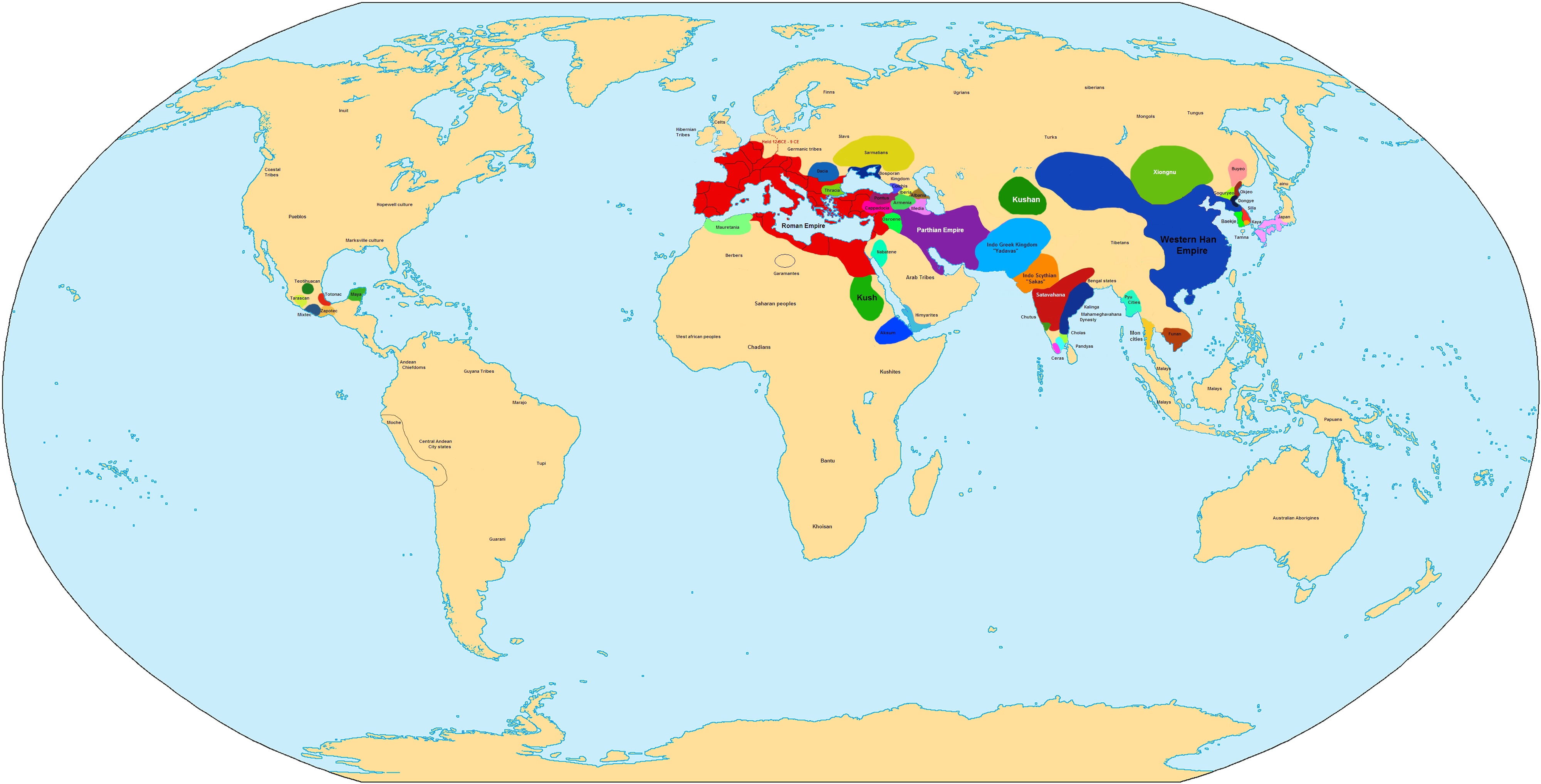
Карта світу станом на 1 рік нашої ери

1 — невисокосний рік, що почався в понеділок за григоріанським календарем.
Римська імперія • 

## Геополітична ситуація
Октавіан Август править у Римській імперії.

## Події
- Гней Доміцій Агенобарб направляється до Вірменії.
- Консульство Гая Юлія Цезаря Віпсаніана і Луція Емілія Павла.
- Тиберій, під командуванням Августа, придушує повстання германських племен бруктерів, каненіфатів, хатуарів і хасуарів (упродовж 1—5 років).
- Гай Юлій Цезар призначений командувачем армією у Вірменії спільно з Марком Гереннієм Піценом, який був правителем цієї території.
- Гай Юлій Цезар одружився з Лівіллою, дочкою Антонії Молодшої і Нерона Клавдія Друза.
- Квіріній стає головним радником Гая у Вірменії. Гней Доміцій Агенобарб направляється до Вірменії.
- Римляни будують акведук Aqua Alsienta.
- У Хайфі побудована перша штучна пристань у відкритому морі.
- Вождь херусків Білефельд (18 рік до н. е. — 19 рік н. е.) служить в римській армії, отримує громадянство.
- Конфуцій отримує свій перший королівський титул (посмертне ім'я) Баочен Сюань Ні Гун.[1][2]

## Народились
- Ісус Христос. Діонісій Ексіґуус (470—540) порахував цей рік за рік народження Ісуса Христа. На сьогодні вважається, що дата його народження між 7 та 1 роками до н. е. У римлян роки називалися згідно з правлячими консулами, а повністю на сучасний спосіб літочислення церква перейшла в 1060 році.
- Секст Афраній Бурр, римський преторіанський префект (помер 62 р. н.е.)
- Ізат II, цар Адіабени (помер 54 р. н.е.)
- Сенека Молодший, римський філософ-стоїк, народився в Кордові (помер 65 р. н.е.)[3]

## Померли
- Аманішахето, цариця Кушу (Нубія)

## Демографія
Оцінки світового населення в 1 році н.е. коливаються від 150 до 300 мільйонів. У таблиці нижче наведено узагальнені оцінки різних авторів.
| PRB (1973–2016) | ООН (2015) | Меддісон (2008) | HYDE (2010) | Тантон (1994) | Бірабен (1980) | МакЕведі & Джонс (1978) | Томлінсон (1975) | Дюран (1974) | Кларк (1967) |
| --------------- | ---------- | --------------- | ----------- | ------------- | -------------- | ----------------------- | ---------------- | ------------ | ------------ |
| 300 млн         | 300 млн    | 231 млн         | 188 млн     | 150 млн       | 255 млн        | 170 млн                 | 200 млн          | 270–330 млн  | 256 млн      |